# 333 Badenia
333 Badenia eller 1892 A är en asteroid upptäckt 22 augusti 1892 av den tyske astronomen Max Wolf i Heidelberg. Asteroiden har fått sitt namn efter området Baden i Tyskland.